# 巴伐利亞陸軍

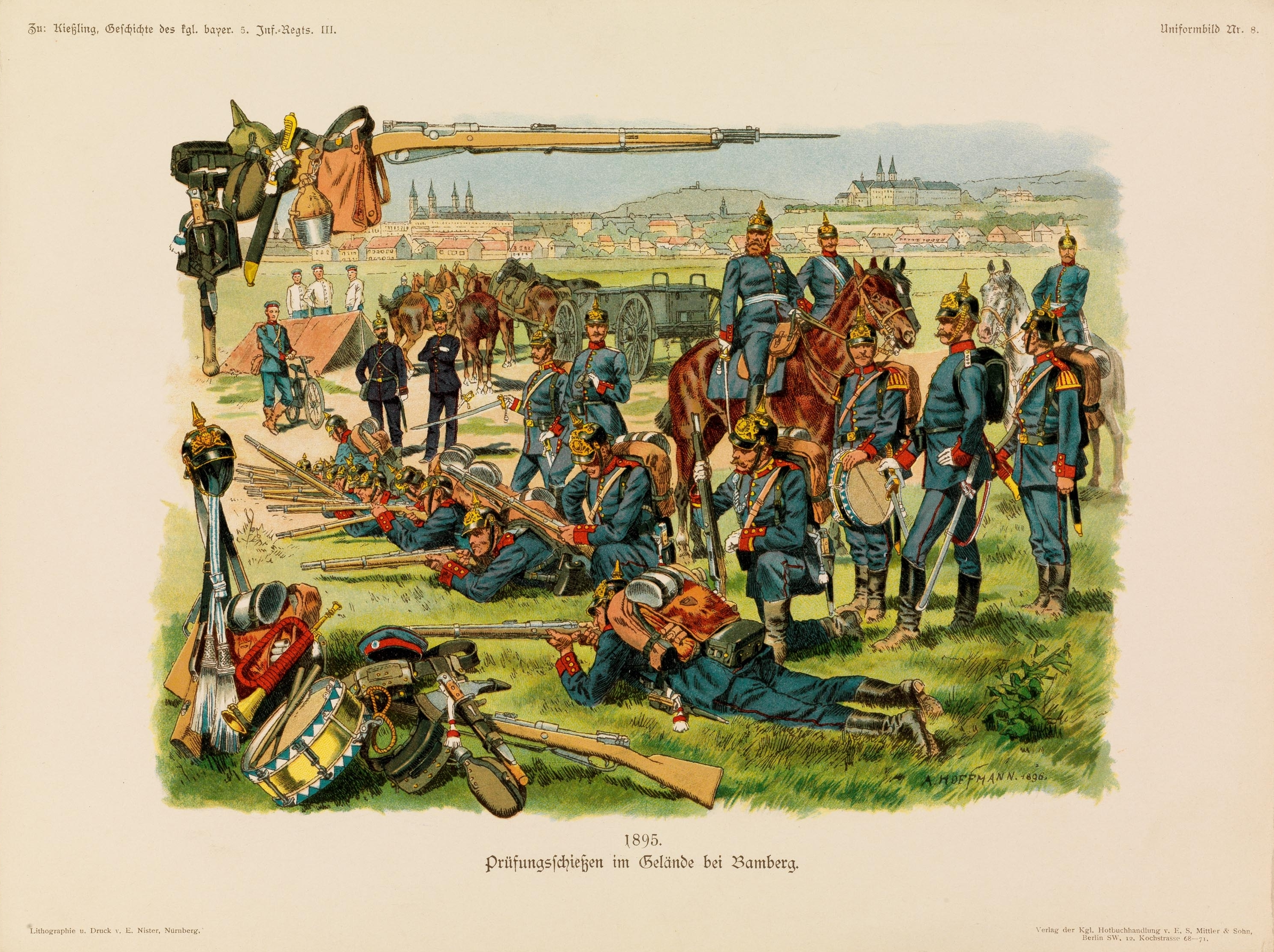
巴伐利亞陸軍第5步兵團在班貝格附近地區試射，1886年，此時剛引入的釘盔

巴伐利亞陸軍（德語：Bayerische Armee）是歷史上巴伐利亞選侯國（1682-1806）和巴伐利亞王國（1806-1919）的軍隊。它從1682年作為巴伐利亞的常備軍一直存在，並於1742年－1745年之間由於查理七世當選為神聖羅馬帝國皇帝而短暫成為帝國軍隊。之後一直存活直到1919年巴伐利亞的軍事主權（Wehrhoheit）被併入德意志國家而消失。巴伐利亞軍隊從未能與19世紀的大國軍隊匹敵，但它確實為維特爾斯巴赫王室提供了足夠的支持，在有效的聯盟政治背景下，將巴伐利亞從一個領土不連貫的小國轉變為僅次於普魯士的德意志帝國第二大邦。